# Fudžinomija
Fudžinomija (japonsky 富士宮市) je město v prefektuře Šizuoce v Japonsku. K roku 2019 v ní žilo přes 128 tisíc obyvatel.

## Poloha a doprava
Fudžinomija se nachází na jihovýchodě Honšú, největšího japonského ostrova. Leží na jihozápadním úpatí hory Fudži.
Přes Fudžinomiju prochází železniční trať Kófu – Fudži, na které provozuje vlaky Středojaponská železniční společnost.

## Rodáci
- Šinsuke Tajama (* 18. října 1982), skeletonista
- Jasuhiro Hiraoka (* 23. května 1986), fotbalista